# Martin Nyrop
Martin Nyrop, né le 11 novembre 1849 et mort le 18 mai 1921, est un architecte danois.
Il a notamment travaillé sur l'hôtel de ville de Copenhague.

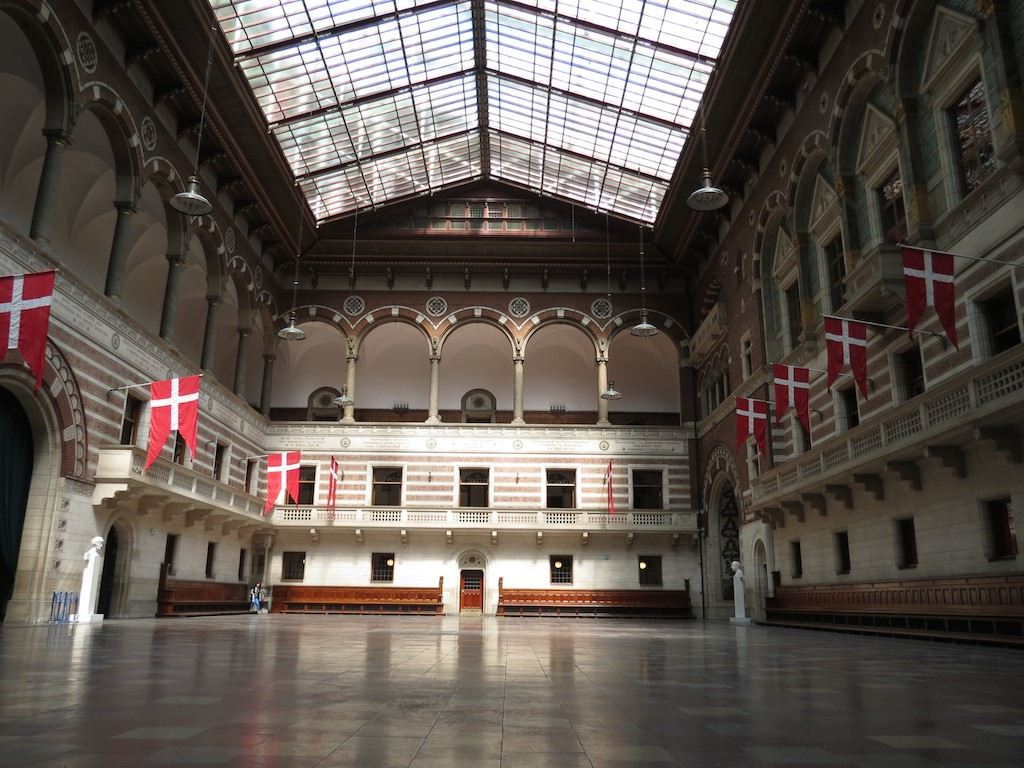
Intérieur de l'hôtel de ville de Copenhague.